# العلاقات الزامبية المصرية
العلاقات الزامبية المصرية هي العلاقات الثنائية التي تجمع بين زامبيا ومصر.

## مقارنة بين البلدين
هذه مقارنة عامة ومرجعية للدولتين:
| وجه المقارنة                                              | زامبيا                         | مصر           |
| --------------------------------------------------------- | ------------------------------ | ------------- |
| المساحة (كم2)                                             | 752.62 ألف                     | 1.01 مليون    |
| عدد السكان (نسمة)                                         | 17.09 مليون                    | 94.80 مليون   |
| الكثافة السكانية (ن./كم²)                                 | 22.71                          | 93.86         |
| العاصمة                                                   | لوساكا                         | القاهرة       |
| اللغة الرسمية                                             | لغة إنجليزية                   | اللغة العربية |
| العملة                                                    | كواشا زامبي، كواشا زامبي قديم ‏ | جنيه مصري     |
| الناتج المحلي الإجمالي (بليون دولار)                      | 25.81 مليار                    | 235.37 مليار  |
| الناتج المحلي الإجمالي (تعادل القوة الشرائية) بليون دولار | 62.18 مليار                    | 998.67 مليار  |
| الناتج المحلي الإجمالي الاسمي للفرد دولار أمريكي          | 1.30 ألف                       | 3.61 ألف      |
| الناتج المحلي الإجمالي للفرد دولار أمريكي                 | 3.90 ألف                       |               |
| مؤشر التنمية البشرية                                      | 0.586                          | 0.690         |
| رمز المكالمات الدولي                                      | +260                           | +20           |
| رمز الإنترنت                                              | .zm                            | .eg، .مصر     |
| المنطقة الزمنية                                           | ت ع م+02:00                    | ت ع م+02:00   |

## منظمات دولية مشتركة
يشترك البلدان في عضوية مجموعة من المنظمات الدولية، منها:
| علم المنظمة | اسم المنظمة                                                | تاريخ انضمام زامبيا | تاريخ انضمام مصر |
| ----------- | ---------------------------------------------------------- | ------------------- | ---------------- |
|             | العملية المشتركة للاتحاد الأفريقي والأمم المتحدة في دارفور | ?                   | 31 يوليو 2007    |
|             | الاتحاد البريدي العالمي                                    | ?                   | ?                |
|             | يونسكو                                                     | 9 نوفمبر 1964       | 22 يناير 1947    |
|             | البنك الدولي للإنشاء والتعمير                              | 23 سبتمبر 1965      | 27 ديسمبر 1945   |
|             | منظمة التجارة العالمية                                     | ?                   | 30 يونيو 1995    |
|             | وكالة ضمان الاستثمار متعدد الأطراف                         | 6 يونيو 1988        | 12 أبريل 1988    |
|             | البنك الإفريقي للتنمية                                     | ?                   | 10 سبتمبر 1964   |
|             | الاتحاد الدولي للاتصالات                                   | 23 أغسطس 1965       | 9 ديسمبر 1876    |
|             | منظمة الشرطة الجنائية الدولية                              | ?                   | 7 سبتمبر 1923    |
|             | مؤسسة التمويل الدولية                                      | 23 سبتمبر 1965      | 20 يوليو 1956    |
|             | الأمم المتحدة                                              | 1 ديسمبر 1964       | 24 أكتوبر 1945   |
|             | الاتحاد الأفريقي                                           | ?                   | 9 يوليو 2002     |
|             | مؤسسة التنمية الدولية                                      | 23 سبتمبر 1965      | 26 أكتوبر 1960   |
|             | المركز الدولي لتسوية المنازعات الاستشارية                  | 17 يوليو 1970       | 2 يونيو 1972     |

## وصلات خارجية
- موقع وزارة الخارجية المصرية